# 飓风伊万的气象历史
飓风伊万是2004年大西洋飓风季最持久的热带气旋，从八月末一直延续到九月下旬。飓风源于8月31日离开非洲海岸的东风波，受高压脊影响向西行进，进入热带大西洋深处后因外界环境有利在9月2日发展成热带低气压。气旋逐渐增强，9月5日开始快速增强并达到四级飓风标准，刷新位置最偏南部的大型大西洋飓风纪录。
伊万遇到干燥空气后迅速减弱，但又重新组织，9月7日以大型飓风强度掠过格林纳达以南近海，然后又在中加勒比海达到五级强度。接下来的数日时间里，风暴因以眼墙置换为主的多种因素影响而出现强度波动，以风速略低于五级飓风标准强度从牙买加以南近海，开曼群岛以及古巴西部经过。接下来伊万转向北上，因外界环境变得不利而逐渐减弱，于9月16日以每小时195公里风速强度在美国阿拉巴马州的格尔夫海岸登陆。风暴在转向东北的行进过程中迅速减弱成热带低气压，于9月18日转变為温带气旋。
伊万的残留转向南下，后又转至西南，于9月21日穿过佛罗里达州后开始重新获得热带系统特征。9月22日，系统在路易斯安那州东南方向再次成为热带低气压，之后还达到了风速每小时95公里的热带风暴强度，然后再逐渐减弱并以热带低气压强度沿路易斯安那州西南方向登岸，其环流于9月25日进入德克萨斯州境内后消散。

## 形成和增强

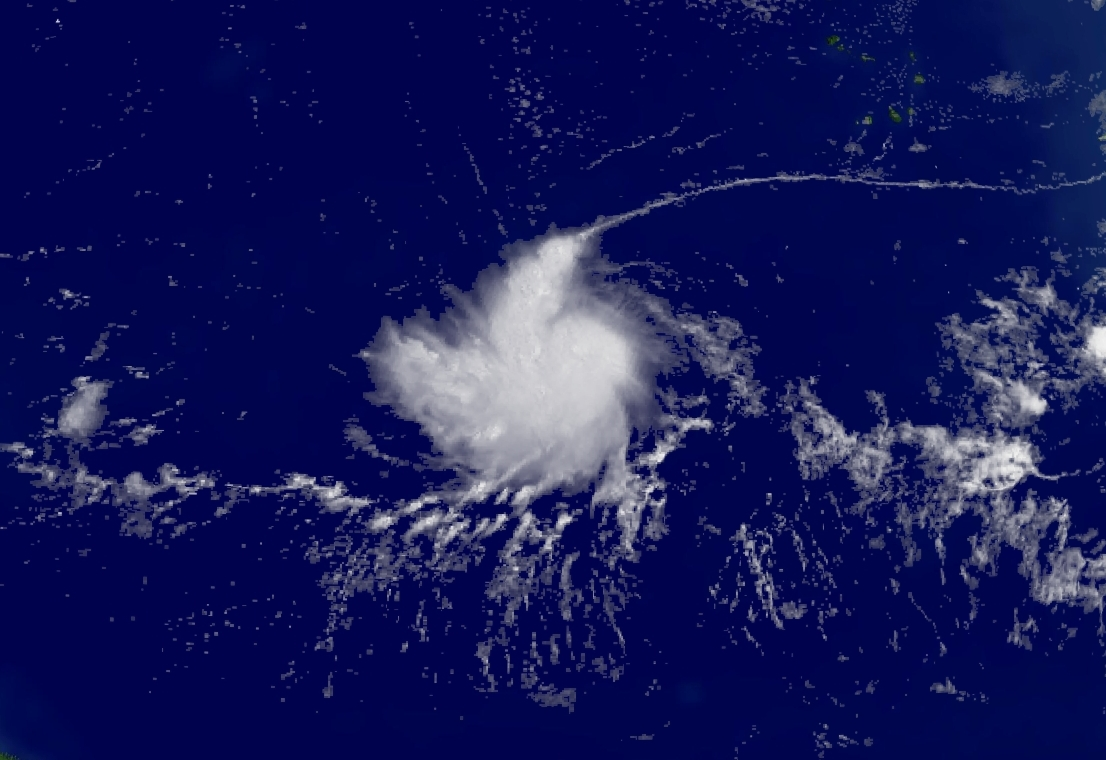
热带风暴伊万在东大西洋形成后的卫星图像

8月31日，一股大规模的东风波离开西非海岸，沿其轴线存在的热带天气系统中包含有一股低气压和显著的外流模式，但起初其对流非常有限，并且层次较为混乱。次日，卫星图像显示佛得角东南方向海域出现一片直径为1115公里的气旋式环流，并且还有多个飓风预测模型预计系统将会得到发展和增强。对流在系统快速西进的过程中逐渐组织起来并发展出雨带，气象学家于9月1日晚开始使用德沃夏克分析法对其进行追踪。由于外界环境中的风切变很少，并且存在有利于气旋发展的外流，系统中心开始有强劲的深层对流发展出来并持续存在，协调世界时9月2日下午18点，系统在佛得角的培亚西南方向约730公里洋面发展成第九号热带低气压。
成为热带气旋后，低气压受到北面一个高压脊产生的深层东向转向气流影响，预计将经过海面温度超过28°C的水域，在4小时内增强成飓风，地球物理流体动力学实验室则预计低气压会在之后三天时间内达到萨菲尔-辛普森飓风等级下的四级飓风标准。东北风向的风切变有所增加，令风暴中心移动到深层对流的东北边缘，虽然有风切变的存在，并且所处区域纬度也相对较低（北纬9.7°），低气压还是在9月3日清晨达到热带风暴强度，美国国家飓风中心因此将其命名为“伊万”（Ivan）。
接下来风切变有所减少，热带风暴伊万的组织性也因此逐渐增强，其各个象限的外流都有所扩张。当天晚些时候的卫星图像显示，层次分明的弯曲雨带逐渐把大部分环流包裹起来。次日，深层对流的层次结构一度变得有些模糊，之后又重新组织起来并发展出眼状特征。对流接下来继续深化，眼状特征也完全转变成了一个风眼，伊万也在9月5日早上6点左右增强成飓风。由于外界环境一直有利于风暴发展，伊万在达到飓风强度后开始进入爆发性增强期，其气压在18小时内下降了39毫巴（百帕，1.15英寸汞柱），每小时风速也提高了95公里之多。9月6日清晨，飓风伊万在位于南部小安的列斯群岛的多巴哥岛以东约1330公里海域达到风力时速215公里的第一波最高强度。
处于大型飓风强度的伊万核心保持着非常强烈的对流和层次分明的风眼。气象部门在实际操作中一度认为，飓风再度进入爆发性增强期的可能性达到典型飓风平均值的近9倍，预计将以每小时约240公里风速从巴巴多斯近海掠过。但是，飓风达到四级强度后不久，其外围对流就开始变得不规则。飓风猎人侦察机发现风眼北部存在撒哈拉空气层，导致风眼墙受到侵蚀，风速也明显降低，到9月6日晚已降至时速165公里。内层的风眼墙消失，外层直径37公里的风眼墙占据主导地位，飓风的总体组织性同时也有所改善。伊万在朝小安的列斯群岛逼近的过程中再次达到大型飓风标准，9月7日晚21点30分，气旋从格林纳达最南端的西南偏南仅11公里外洋面经过，这也是其距该岛最近的一次。飓风这时的风眼直径为19公里，其北面风眼墙产生的狂风吹袭了该岛，并且向北远至多米尼克仍然报告出现了热带风暴强度的大风。

## 加勒比海

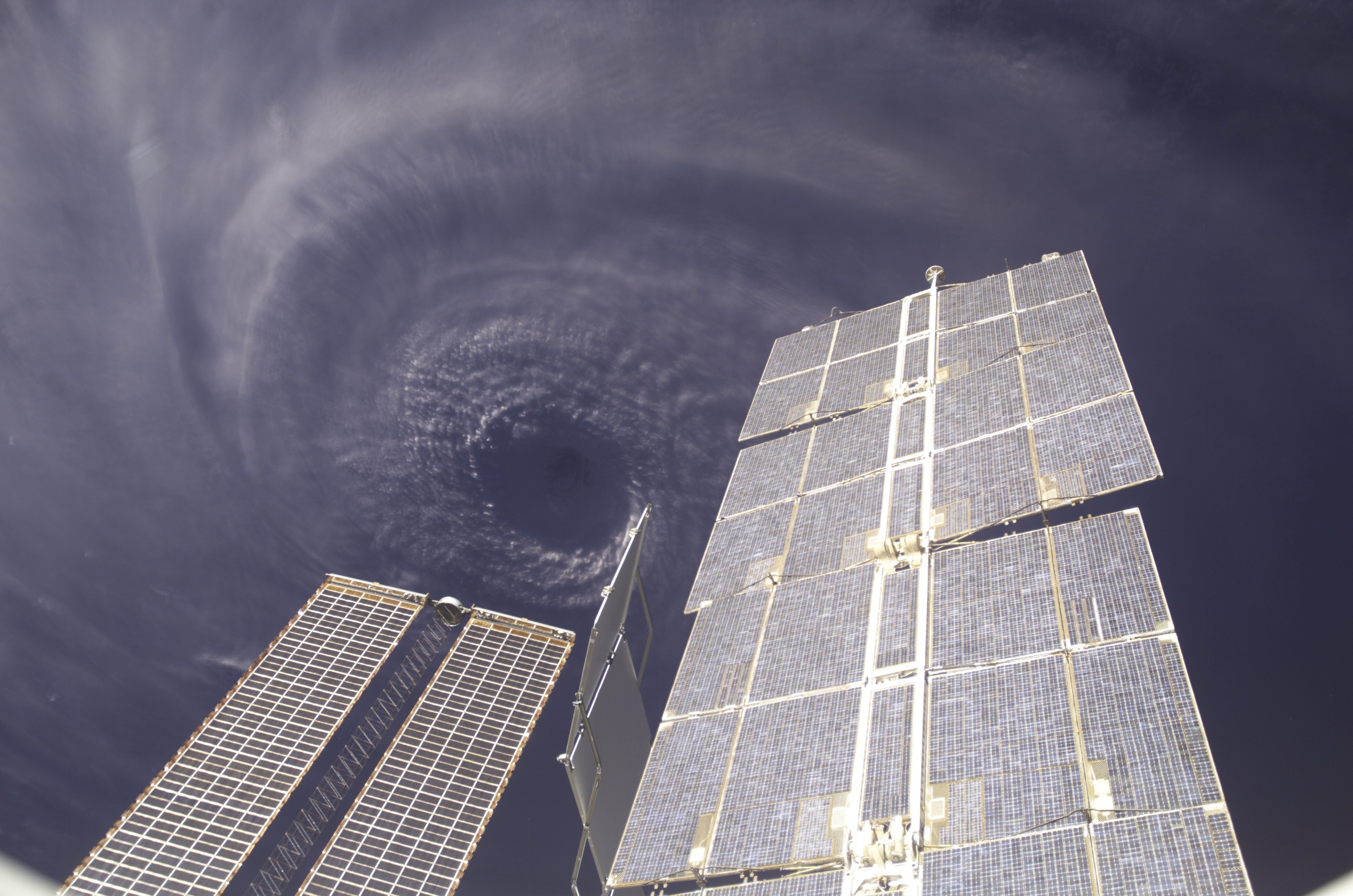
从国际空间站上拍摄到的飓风伊万照片。

飓风伊万进入加勒比海后再次达到四级强度，随后开始进入眼墙置换周期。风暴在接下来约18小时里沿委内瑞拉北部近海平行移动，其强度也基本保持不变。9月8日晚，气旋在转向西北偏西后进入又一轮爆发性增强期。飓风猎人在风眼东北偏北记录下的飞行高度层持续风速达到每小时290公里，同时一个投落送也在距风暴表层上方约190米位置记录下了时速325公里风速，和低至916毫巴（百帕，27.05英寸汞柱）的气压。根据这些报告的数据，气象部门估计伊万于9月9日早上6点在位于阿鲁巴以北约145公里洋面达到五级飓风强度，并且预计会以大型飓风强度吹袭佛罗里达州南部。
保持五级强度约12小时后，伊万因另一次眼墙置换周期的影响开始逐渐减弱，到9月10日风力时速已降至225公里。次日清晨，飓风再次增强到略低于五级飓风标准，但很快又由于再一次眼墙置换周期的影响而减弱。9月11日凌晨3点30分，风暴以风速每小时240公里强度在牙买加最南端以南仅37公里海域经过，也是距该国距离最近的一次。之前的预测认为飓风将在该岛登陆，但由于强度减弱并且有向西转向，伊万最强烈的风力没有吹袭该岛，不过牙买加还是受到了持续风速达到四级飓风强度的狂风袭击。风暴在途经该岛南部的过程中产生了倾盆大雨，多个气象站记录下了超过600毫米降雨量。伊万之所以在最后时刻向西转向，没有登陆牙买加，主要是因为墨西哥湾东部上空一片中层高气压系统的影响。经过该岛海域后，风暴因巴哈马上空一片上层低气压的干扰而缓慢减弱。远离牙买加后，伊万再度快速增强并达到五级强度，于9月12日清晨达到风速每小时265公里，气压低至910毫巴（百帕，26.87英寸汞柱）的最高强度。

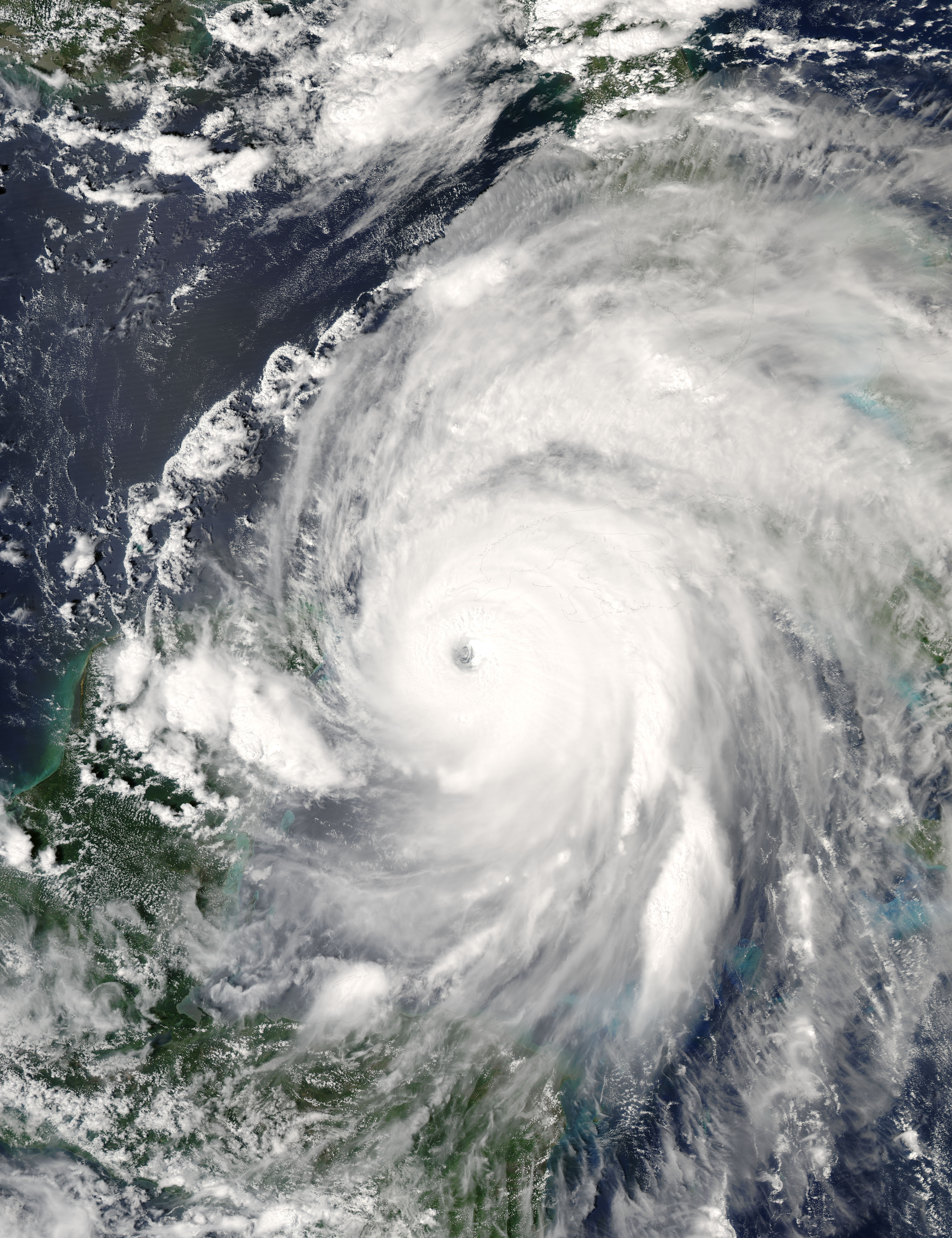
9月13日，飓风伊万达到五级强度。

达到最高强度后不久，飓风又一次因进入眼墙置换周期而减弱。9月12日下午14点15分，伊万从开曼群岛的乔治敦西南偏南方向40公里外洋面经过，当地报告出现的持续风速达到每小时240公里。整个大开曼都被飓风产生的风暴潮淹没。眼墙置换周期结束后，伊万于9月13日清晨第三次达到五级飓风强度。之后不久，风暴北面的高压脊因一个低压槽的影响出现缺口，飓风也因此转向西北。低压槽令外流增强，并且行经水域水温较高，伊万因此得以保持五级强度达30小时之久。9月14日清晨，飓风从古巴卡波圣安东尼奥西南方向约28公里近海经过尤卡坦海峡，风眼墙的东部在该岛西部掠过。岛上只有最西面的区域出现飓风强度的狂风，不过岛上普遍出来了降雨。

## 墨西哥湾及在阿拉巴马州登陆

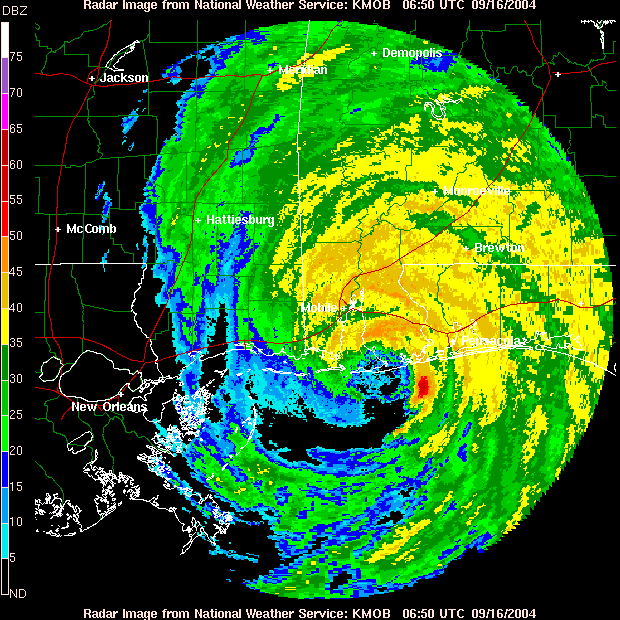
飓风伊万登陆前不久的雷达图像。

进入墨西哥湾南部后，伊万于9月14日早上6点减弱成四级飓风。风暴逐渐转向北上，位于美国中部上空的一片大规模低压槽令飓风上空的风切变有所增加，风暴再度出现眼墙置换，加上干燥空气和外流受限的影响而不断减弱。9月14日晚，风眼墙的组织性又有了好转，伊万也停止减弱，气象部门预计飓风会因进入水温较高的海域而再次出现小幅增强。风眼的直径扩大到95公里，同时西向风切变和干燥空气仍在不断增多。随着伊万逼近美国墨西哥湾沿岸地区，飓风猎人报告南部的风眼墙出现已受到侵蚀，同时近海较低的水温也令其进一步减弱。9月16日早上约6点50分左右，飓风伊万以风速每小时195公里强度在阿拉巴马州格尔夫海岸以西不远处登陆，其中最强的风速出现在阿拉巴马州南部和佛罗里达州西部的边界附近。从佛罗里达州的德斯坦向西直至阿拉巴马州的莫比尔湾都在风暴登陆期间出现了3至4.5米高的风暴潮。
国家飓风中心预计伊万登岸后会在阿巴拉契亚山脉以南领空停止前进直至消散，但飓风实际上在行经莫比尔湾后转向东北偏北，在12小时内已迅速减弱成热带风暴。环流的层次结构变得有些混乱，到9月17日清晨，气旋已在阿拉巴马州东北部上空降级成热带低气压。低气压加速朝东北方向的一片冷锋逼近，沿途普降暴雨，还在从阿拉巴马州到马里兰州之间地区催生了大量龙卷风。9月18日晚，伊万的残留在德玛瓦半岛上空与冷锋融合并因此转变成温带气旋。

## 再度增强和消亡
转变成温带低气压后，伊万的残留因东面一个正在形成的上层高压脊影响而转向东北并进入大西洋。气象部门仍然可以根据表面和上层数据对这个温带气旋进行追踪，系统在之后几天时间里先转向南下，然后又转至西南。9月20日，系统在佛罗里达州东部近海产生了零散的雷阵雨，但由于存在风切变的不利影响而无法再度发展成热带气旋，不过气象部门指出，之后数天内可能会有利于气旋发展的情况出现。9月21日，低气压经佛罗里达州南部进入墨西哥湾，并在接触到该海域的温暖洋流后开始再度获得热带天气系统特征，下层环流的层次逐渐改善，中心上空也再度发展出对流。根据飓风猎人的报告，美国国家飓风中心估计低气压于9月22日在位于密西西比河河口东南偏南方向约280公里外海域再次发展成热带低气压。
美国国家飓风中心在针对这个重新发展出的热带气旋发布的第一份公告中表示，经过对其消亡进行大量内部讨论（还进行了一些动画演算）后，该部门根据对下层环流和表面的分析结果认为，气旋存在合理的连续性，因此将其归类为飓风伊万的后续热带天气系统。虽然有不利其发展的风切变存在，同时云层结构也较为混乱，但根据飓风猎人的报告，气旋还是在9月23日清晨增强为热带风暴。风暴中心上空有一片深层对流区发展出来，风速也达到了每小时95公里，不过雷暴活动减少后，风速就已有所减弱。9月24日凌晨0点，热带风暴伊万减弱成热带低气压，并于两小时后在路易斯安那州卡梅伦堂区的霍利比奇（Holly Beach）附近登岸。起初计算机模型曾预测风暴下层环流会转向西南再度进入墨西哥湾，但伊万实际上在陆地上迅速减弱，到9月24日中午12点已在德克萨斯州东南部上空降级成残留低气压。低气压转向南下，环流也在9月25日清晨消散。残留的低压槽于当天晚到达墨西哥湾西北部，产生了短暂而零散的雷阵雨后消散。

## 纪录
飓风伊万在北纬10.2°海域达到萨菲尔-辛普森飓风等级下的三级标准，成为有纪录以来形成位置最靠南面的大型飓风，并且飓风达到四级和五级强度的位置也比其它任何北大西洋热带气旋更加偏南，分别是北纬10.6°和13.7°。伊万当时是有纪录以来第六强烈的大西洋飓风，不过之后已被飓风威尔玛等多个气旋超越，排名跌至第十。此外，这场风暴保持大型飓风或以上风速的总时长达到十天，也创下了大西洋飓风的新纪录，并且作为热带气旋存在了450个小时，也是有纪录以来持续时间第十长的大西洋飓风。
伊万登陆美国后一共催生了多达117场龙卷风，数量上超过1967年飓风比尤拉所创115个的纪录，成为引发龙卷风最多的热带气旋。

## 解释说明
1. ↑  东风波是沿信风移动的低压槽[1]。